# 安倍有之
安倍 有之（あべ の ありゆき、生没年不詳）は、平安時代前期の官人。姓は朝臣。

## 経歴
貞観元年（859年）12月、左馬少属正六位上で私馬を以て官馬に換えたが刑部省の考訊なく罪を免れた。他の事績は不明。

## 官歴
『日本三代実録』による。
- 時期不詳：正六位上。左馬少属